# Gnophos bundeli
Gnophos bundeli là một loài bướm đêm trong họ Geometridae.